# Sebastián Jurado
Sebastián Jurado Roca (Tlacotalpan, Veracruz, México; 28 de septiembre de 1997) es un futbolista mexicano, juega como guardameta y actual equipo es el Fútbol Club Juárez de la Primera División de México.

## Trayectoria

### Veracruz
Nacido en Tlacotalpan (Veracruz) Jurado se formó en las fuerzas básicas de los Tiburones Rojos de Veracruz, uniéndose en el 2013, donde pasó por las diferentes categorías. Debutó como profesional el 12 de septiembre de 2017 en la  victoria en Copa 3-1 ante Oaxaca. El 9 de noviembre de 2018 debutó en primera división, en el empate 2-2 de Veracruz contra Querétaro, como parte de la regla 20/11.
El 3 de abril de 2019, se anunció que Jurado había firmado una extensión de contrato de tres años con Veracruz. A pesar de sus buenas actuaciones posee la peor media de goles recibidos hasta la fecha. Después de la desafiliación de Veracruz de la Liga MX al final del Apertura 2019, Jurado se convirtió en agente libre. Con los tiburones disputó un total de 40 partidos y recibió 91 goles.

### Cruz Azul
El 19 de diciembre de 2019, Jurado se unió oficialmente al Club de Fútbol Cruz Azul para disputar el Clausura 2020. Su primer partido con Cruz Azul sería en la victoria 1-2 sobre el Portmore United jamaiquino en los octavos de final de Ida de la Liga de Campeones de la Concacaf, los primeros torneos sería suplente del ya veterano e inamovible José de Jesús Corona y no debutó con el cuadro celeste en la Liga MX sino hasta la semifinal de vuelta del Torneo Guard1anes 2020 contra el Club Universidad Nacional donde lastimosamente los celestes fueron eliminados 4-0 pese a haber ganado en la ida por el mismo marcador perdiéndose así la gran final. Jurado tuvo actividad en la Liga de Campeones de la Concacaf en los cuartos de final contra Los Angeles Football Club en la derrota 2-1, perdiéndose así la oportunidad de avanzar a las semifinales. En el Torneo Clausura 2021 volvería a ser titular en la Jornada 9 contra Mazatlán, ganando 1-0; después, disputaría la liga de Campeones de la Concacaf en los Octavos de final de vuelta donde Cruz Azul venció de manera abultada al Arcahaie haitiano con marcador de 8-0. En la Liga tendría otro partido como titular en la victoria 3-2 sobre el Atlético San Luis, después de eso no sumaria más minutos en dicho torneo, pese a esto el 30 de mayo de 2021 Sebastián Jurado alzaría su primer título de Liga después de que los cementeros vencieron al Club Santos Laguna por marcador global de 2-1. Esto también terminó con la sequía de 23 años y medio del Cruz Azul en el campeonato de la Primera División mexicana desde el Invierno 1997.
No volvería a disputar un partido de Liga hasta el Apertura 2022, tendría actividad desde el inicio del certamen hasta la escandalosa derrota contra el acérrimo rival Club América en la jornada 10, luego de aquel 7-0 perdería la titularidad que en ese torneo se había ganado, recuperadora por José de Jesús Corona.

## Estadísticas
Actualizado al último partido jugado el 16 de agosto de 2025.
| Club                   | Div.          | Temporada     | Liga  | Liga  | Liga   | Copas nacionales | Copas nacionales | Copas nacionales | Copas internacionales | Copas internacionales | Copas internacionales | Total | Total | Total  |
| Club                   | Div.          | Temporada     | Part. | Goles | Asist. | Part.            | Goles            | Asist.           | Part.                 | Goles                 | Asist.                | Part. | Goles | Asist. |
| ---------------------- | ------------- | ------------- | ----- | ----- | ------ | ---------------- | ---------------- | ---------------- | --------------------- | --------------------- | --------------------- | ----- | ----- | ------ |
| Veracruz México        | 1.ª           | 2017-18       | —     | —     | —      | 1                | 0                | 0                | —                     | —                     | —                     | 1     | 0     | 0      |
| Veracruz México        | 1.ª           | 2018-19       | 19    | 0     | 0      | 2                | 0                | 0                | —                     | —                     | —                     | 21    | 0     | 0      |
| Veracruz México        | 1.ª           | 2019-20       | 18    | 0     | 0      | —                | —                | —                | —                     | —                     | —                     | 18    | 0     | 0      |
| Veracruz México        | Total club    | Total club    | 37    | 0     | 0      | 3                | 0                | 0                | —                     | —                     | —                     | 40    | 0     | 0      |
| C. D. Cruz Azul México | 1.ª           | 2019-20       | 0     | 0     | 0      | —                | —                | —                | 2                     | 0                     | 0                     | 2     | 0     | 0      |
| C. D. Cruz Azul México | 1.ª           | 2020-21       | 3     | 0     | 0      | —                | —                | —                | 2                     | 0                     | 0                     | 5     | 0     | 0      |
| C. D. Cruz Azul México | 1.ª           | 2021-22       | 14    | 0     | 0      | 1                | 0                | 0                | 5                     | 0                     | 0                     | 20    | 0     | 0      |
| C. D. Cruz Azul México | 1.ª           | 2022-23       | 11    | 0     | 0      | —                | —                | —                | 1                     | 0                     | 0                     | 12    | 0     | 0      |
| C. D. Cruz Azul México | 1.ª           | 2023-24       | 4     | 0     | 0      | —                | —                | —                | —                     | —                     | —                     | 4     | 0     | 0      |
| C. D. Cruz Azul México | Total club    | Total club    | 31    | 0     | 0      | 1                | 0                | 0                | 10                    | 0                     | 0                     | 43    | 0     | 0      |
| F. C. Juárez · México  | 1.ª           | 2024          | 13    | 0     | 0      | —                | —                | —                | —                     | —                     | —                     | 13    | 0     | 0      |
| F. C. Juárez · México  | 1.ª           | 2024-25       | 22    | 0     | 0      | —                | —                | —                | 3                     | 0                     | 0                     | 25    | 0     | 0      |
| F. C. Juárez · México  | 1.ª           | 2025-26       | 5     | 0     | 0      | —                | —                | —                | 3                     | 0                     | 0                     | 8     | 0     | 0      |
| F. C. Juárez · México  | Total club    | Total club    | 40    | 0     | 0      | —                | —                | —                | 6                     | 0                     | 0                     | 46    | 0     | 0      |
| Total carrera          | Total carrera | Total carrera | 108   | 0     | 0      | 4                | 0                | 0                | 16                    | 0                     | 0                     | 129   | 0     | 0      |

## Selección nacional

### Sub-22
Fue convocado por Jaime Lozano para la Selección de fútbol de México Sub-22.
El 30 de marzo de 2021 disputa la final de Concacaf contra la selección de Honduras, donde tiene una destacada participación y en tanda de penales, tras atajar el primero, resulta campeón de la competencia.

### Selección absoluta
A finales de septiembre de 2019 recibió un llamado por Gerardo Martino para dos amistosos con Selección Mexicana de la categoría mayor.

## Palmarés

### Campeonatos nacionales
| Título                     | Club      | País   | Año     |
| -------------------------- | --------- | ------ | ------- |
| Primera División de México | Cruz Azul | México | 2021    |
| Campeón de Campeones       | Cruz Azul | México | 2020-21 |
| Supercopa de la Liga       | Cruz Azul | México | 2022    |

### Campeonatos internacionales
| Título                    | Equipo                    | Sede        | Año  |
| ------------------------- | ------------------------- | ----------- | ---- |
| Preolímpico de Concacaf   | Selección Mexicana Sub-23 | Guadalajara | 2021 |
| Torneo Olímpico de Fútbol | Selección Mexicana Sub-23 | Tokio       | 2021 |